# Wolds du Yorkshire

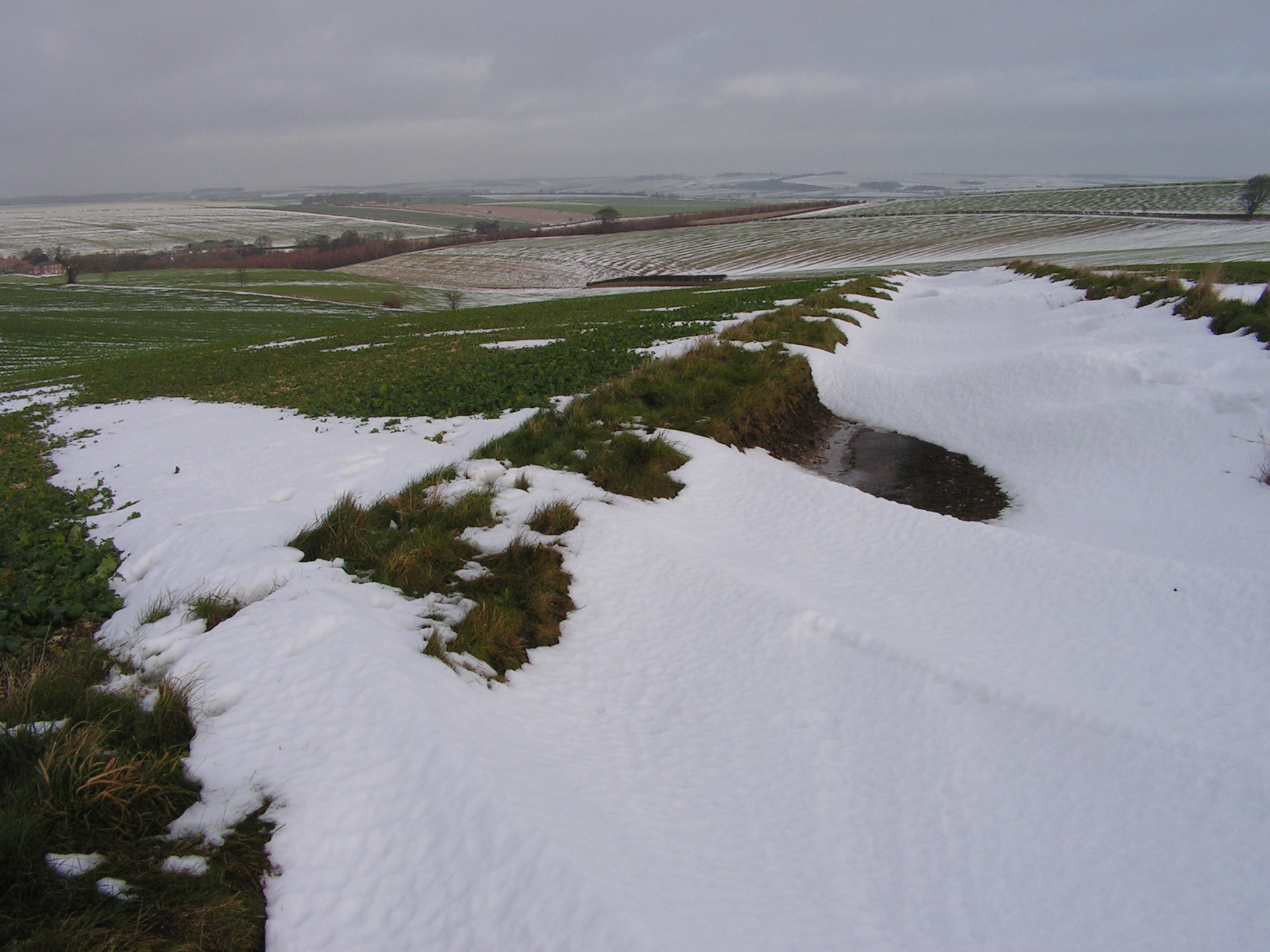
Paysage hivernal dans les environs de West Lutton.

Les Wolds du Yorkshire sont un massif de petites collines des comtés du Yorkshire de l'Est et du Yorkshire du Nord, dans le Nord-Est de l’Angleterre. Ce nom est aussi celui du district où elles se situent.

## Toponymie
Wold est un mot anglo-saxon, d’une racine indo-européenne ancienne signifiant « forêt » ou « terre sauvage. »

## Géographie

### Géomorphologie
Cette chaîne de collines crayeuses décrit un arc partant de l’estuaire du Humber à l’ouest de Hull, et aboutissant aux côtes de la mer du Nord, entre Bridlington et Scarborough où elle se termine par les falaises de Flamborough, les falaises de Bempton et le cap de Filey ; le cap de Flamborough est un site classé. Cette formation du Crétacé se prolonge de l'autre côté du Humber pour former les Wolds du Lincolnshire : en fait, la vallée du Humber divise ce banc de craie en deux massifs (d'où l’appellation de Humber Gap). Le pont du Humber a été lancé à cet endroit en raison de sa stabilité tectonique.
Toute la région se présente comme un plateau légèrement vallonné, entrecoupé par de multiples vallées en cuvette d’origine glaciaire. La nature crayeuse des collines assure un drainage efficace, de sorte que ces vallées sont sèches et les eaux de surface, peu abondantes : il est même difficile, du ciel, de distinguer les vallées des collines. Cette topographie inhabituelle influence l'agriculture : les pâtures du bétail (chèvres et vaches pour l'essentiel) sont confinées aux vallées, tandis que les collines sont aménagées en champs de céréales.
La frange orientale des Wolds se termine par un escarpement qui surplombe la plaine du Vale of York. Le point culminant de cet escarpement est le Wold de Bishop Wilton (aussi appelé « colline de Garrowby »), qui culmine à 246 m d'altitude. Au nord, par delà l'autre versant de la vallée de Pickering s'étendent les marécages de York Nord, et à l'est les collines se fondent dans la plaine de Holderness.

### Climat
Situés au nord de la Grande-Bretagne, les Wolds du Yorkshire jouissent d'un climat océanique tempéré dominé par le passage des dépressions nord-atlantiques : le temps est très changeant, mais l'influence du Gulf Stream adoucit considérablement les températures pour une latitude aussi élevée. La position élevée des Wolds les rend plus frais que les plaines avoisinantes et l'hiver, les tempêtes de neige ne sont pas rares. Le volume total des précipitations annuelles est de 729 mm, avec 128 jours de pluie par an.
D'ordinaire, le mois le plus froid est janvier, et le mois le plus pluvieux est décembre. Le mois le plus chaud est août et le mois le plus sec est février,.

### Population
La plus grande ville des Wolds est Driffield ; les autres bourgs du pays sont Pocklington, Thixendale et Kilham, qui est le chef-lieu historique de la région. Le village le plus haut perché est Fridaythorpe (167 m).

## Histoire

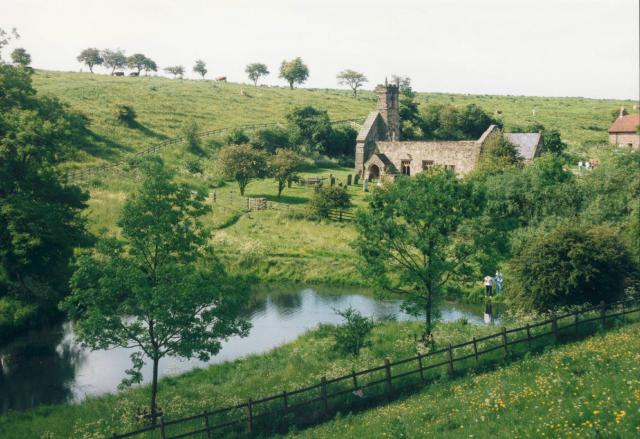
Le village médiéval abandonné de Wahrham Percy.

On trouve à travers les Wolds une multitude de sites archéologiques, depuis le néolithique à la période romaine en passant par l’âge du bronze. Ce terroir fertile favorable au pacage, avec abondance de pierres permettant de fabriquer des outils, a été colonisé dès le Néolithique.
Avec le Wessex et les Orcades, les Wolds du Yorkshire sont une région privilégiée pour l'étude du développement du Néolithique dans les îles Britanniques. Il semble que l'habitat typique de cette période ait consisté en fermes isolées plutôt qu'en villages, mais on ne connaît à vrai dire ces fermes que par les quelques sépultures et cairns rituels. Des dolmens récemment mis au jour à Fordon sur le Wold de Willerby et à Kilham ont pu être datés au carbone 14 des années 3700 av. J.-Chr. Il y a aussi un dolmen de cette période à Duggleby Howe, à la lisière ouest de la vallée des Great Wolds : il a été partiellement dégagé en 1890 par J.R. Mortimer. On a identifié un cercle mégalithique du Néolithique à Maidens Grave Rudston, et le dolmen de Rudston est à présent considéré comme contemporain de cette période. Il y a enfin un sanctuaire néolithique à la pointe orientale de la vallée des Great Wolds (en), dont les principaux vestiges sont quatre grandes chaussées (cursus) et un henge.
On a dénombré dans les Wolds plus de 1 400 dolmens de l'âge du bronze, contenant une ou plusieurs tombes et des viatiques. Plusieurs de ces monuments sont encore debout malgré les agressions d'un labourage répété,.
Les Romains ont colonisé le pays à partir de l'an 71. Partis de leur colonie de Brough sur la rive nord du Humber, ils ont construit à travers les collines des chaussées empierrées dont l'une menait à York et l'autre à Malton. Les villages des Celtes Parisii ont d'abord été tenus à l'écart des colonies romaines, mais au bout d'un siècle ils ont commencé à adopter la culture matérielle romaine. On a retrouvé des vestiges de villa à Rudston, Harpham, Brantingham, Welton et Wharram-le-Street.
Le cimetière de Walkington Wold, près du village de Walkington, dans le sud des Wolds, est le seul cimetière de condamnés à mort de l'époque anglo-saxonne connu à ce jour dans le nord de l'Angleterre.

## Randonnée
Le chemin de grande randonnée des Wolds du Yorkshire est l'un des neuf National Trails d'Angleterre : il traverse le massif des wolds depuis le pont du Humber à Hessle jusqu’aux falaises de Filey. Elle est gérée par la Countryside Commission.